# Gabriela Traña
Gabriela Traña, född 3 mars 1980, är en friidrottare från Costa Rica. Hon deltog vid olympiska sommarspelen 2008 och olympiska sommarspelen 2012.